# Retorno cooperativo
El retorno cooperativo es en la terminología utilizada por el movimiento cooperativo, la parte que le corresponde a cada socio de una cooperativa del excedente cooperativo. Cuando la cooperativa tiene ánimo de lucro.  retornos cooperativos se los quedan los socios, cuando es una entidad sin fines lucrativos, se reinvierten en la propia entidad o se destinan a hacer obra social.
Equivale al concepto de dividendo de las empresas capitalistas.
- Datos: Q6106723